# Greutberg
Der Greutberg ist ein Berg im 14. Wiener Gemeindebezirk Penzing im nördlichen Wienerwald. Er hat eine Höhe von 449 m ü. A.
Er befindet sich nordöstlich von Vorderhainbach, südöstlich von Hinterhainbach und liegt südwestlich des Hochbruckenberges. An seiner südlichen und östlichen Flanke schmiegt sich der Kasgraben an den Greutberg, der ihn zugleich auch entwässert. Westlich des Gipfels liegt die Hohe Wand. Über den Greutberg führen mehrere Wanderwege zur Sophienalpe. Weiters führen über den Greutberg zwei 110-kV-Hochspannungsleitungen der APG, die vom Umspannwerk Wien-West (bei Auhof) zum Umspannwerk Bisamberg bzw. zum Kraftwerk Korneuburg führen.